# Яшук Олександр Миколайович
Олекса́ндр Микола́йович Яшу́к — солдат Збройних сил України, учасник російсько-української війни.

## Нагороди
За особисту мужність і героїзм, виявлені у захисті державного суверенітету та територіальної цілісності України, вірність військовій присязі під час російсько-української війни
- нагороджений орденом «За мужність» III ступеня (9.4.2015).